# بلبل متتالي الأذنين
بلبل متتالي الأذنين (الاسم العلمي: Pycnonotus blanfordi) (بالإنجليزية: Streak-eared Bulbul)‏ هو نوع من الطيور يتبع جنس البلبل من فصيلة البلابل.